# Aniulus nigrans
Aniulus nigrans är en mångfotingart som först beskrevs av Chamberlin 1918.  Aniulus nigrans ingår i släktet Aniulus och familjen Parajulidae. Inga underarter finns listade i Catalogue of Life.